# Tribunus cohortis milliariae
El Tribunus cohortis milliarae era un oficial ecuestre del ejército romano que dirigía una unidad auxiliar del tipo cohors milliariae de infantería (10 centurias con 800 infantes) o, más raramente, del tipo cohors equitatae milliariae mixta de infantería y caballería (10 centurias con 800 infantes y 8 turmas con 240 jinetes, en total 1040 soldados).

## Historia

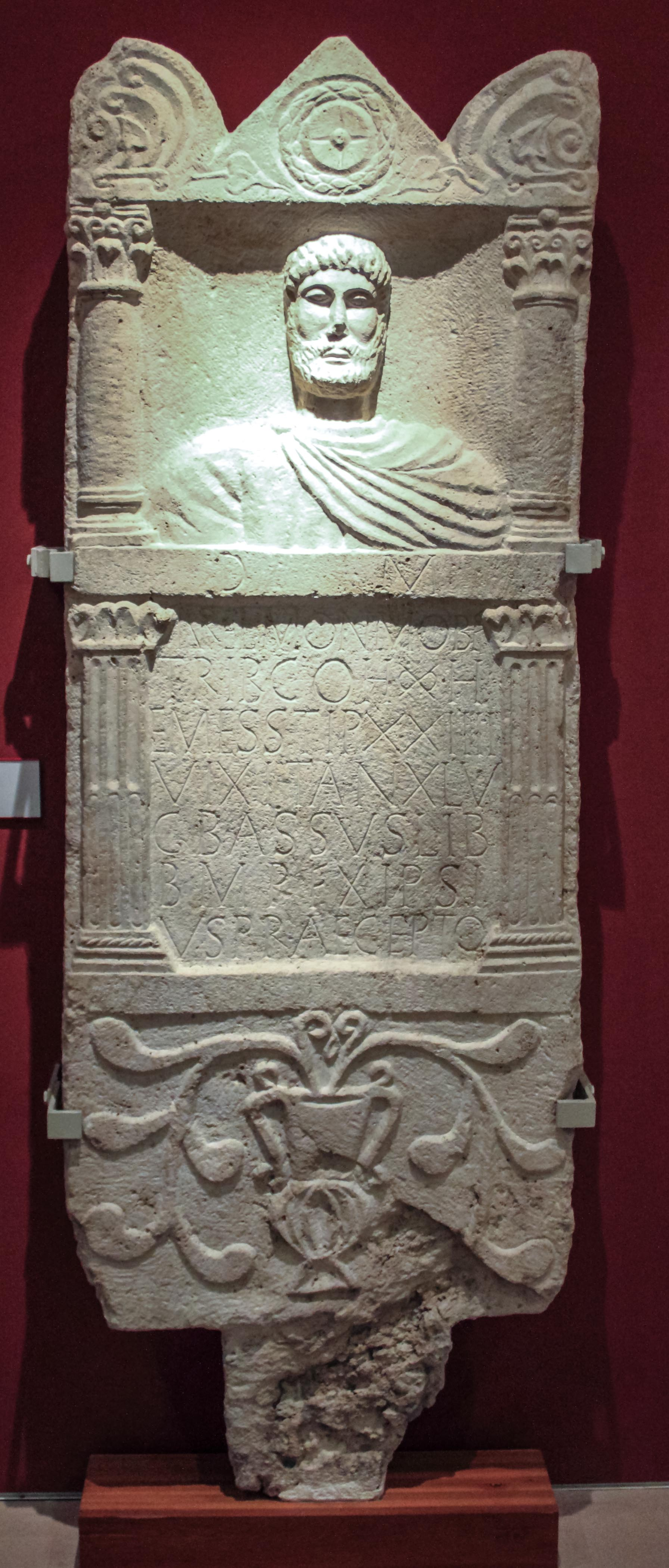
Inscripción funeraria AE 1912, 7 procedente de la antigua Intercisa en Hungría, correspondiente a Aurelius Monimus tribunus cohortis I milliaria Hemesorum

Este tipo de unidades auxiliares empezaron a ser reclutadas bajo el emperador Vespasiano, después de la rebelión de los bátavos, encomendándose su mando a un caballero, quien desempeñaba con ello su prima militia dentro del cursus honorum  ecuestre. 

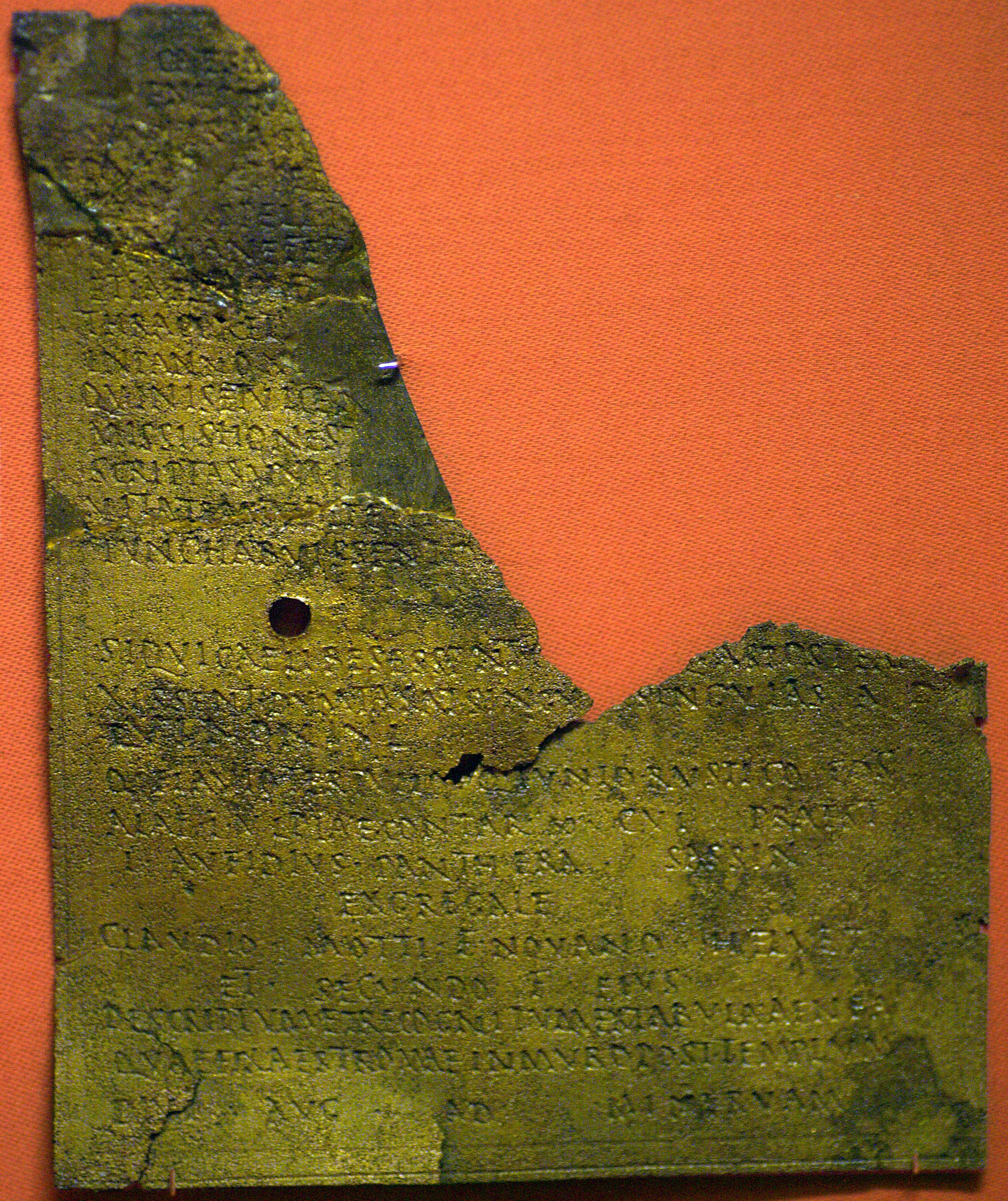
Diploma militaris procedente de Carnuntum (Petronell, Austria), que señala la pertenencia a la guarnición de Pannonia Inferior de dos unidades miliarias, la Cohors I Aelia milliaria sagittaria y la Cohors I Ulpia Pannoniorum milliaria.

Como el tamaño de estas unidades duplicaba el de las cohortes ordinarias, Vespasiano decidió que el nombre de su jefe fuese el de Tribunus cohortis y no el de Praefectus cohortis, prestigiando el mando de este tipo de unidades, al igual que se había hecho desde el emperador Augusto con las Cohortes Voluntariorum de ciudadanos romanos, dirigidas por un Tribunus cohortis, con lo que se premiaba la dificultad de ejercer las labores de mando ordinarias y de combate en este tipo de tropas de auxilia de gran tamaño, 800 soldados en las cohortes milliarae peditatae y 1040 hombres para las cohortes equitatae milliarae.
Con las reformas militares de Diocleciano y Constantino I el Grande, a finales del siglo III y comienzos del siglo IV, el cargo continuó existiendo nominalmente, pero las unidades que estos oficiales mandaban, aunque conservasen su nombre del Alto Imperio, eran más reducidas que las de tiempos anteriores.